# Приекульский край (Видземе)
Прие́кульский край (латыш. Priekuļu novads) — бывшая административно-территориальная единица в северной части Латвии, в историко-культурной области Видземе. Край состоял из четырёх волостей, центром края являлось село Приекули.
Площадь края составляла 301,8 км². Граничил с Цесисским, Паргауйским, Коценским, Беверинским, Смилтенским, Раунским и Вецпиебалгским краями.
Край был образован 1 июля 2009 года из части расформированного Цесисского района. В ходе следующей административно-территориальной реформы, с 1 июля 2021 года расформирован, а его волости вошли в состав Цесисского края.

## Население
На 1 января 2010 года население края составляло 9393 человека.
Национальный состав населения края по итогам переписи населения Латвии 2011 года:
| Национальность | Численность, чел. (2011) | %        |
| -------------- | ------------------------ | -------- |
| Латыши         | 6765                     | 80,87 %  |
| Русские        | 1067                     | 12,76 %  |
| Белорусы       | 190                      | 2,27 %   |
| Украинцы       | 105                      | 1,26 %   |
| Поляки         | 113                      | 1,35 %   |
| Литовцы        | 38                       | 0,45 %   |
| Другие         | 87                       | 1,04 %   |
| всего          | 8365                     | 100,00 % |

## Территориальное деление
- Веселавская волость (латыш. Veselavas pagasts)
- Лиепская волость (латыш. Liepas pagasts)
- Марсненская волость (латыш. Mārsnēnu pagasts)
- Приекульская волость (латыш. Priekuļu pagasts)